# Heilig Kreuz (Schwabing-West)

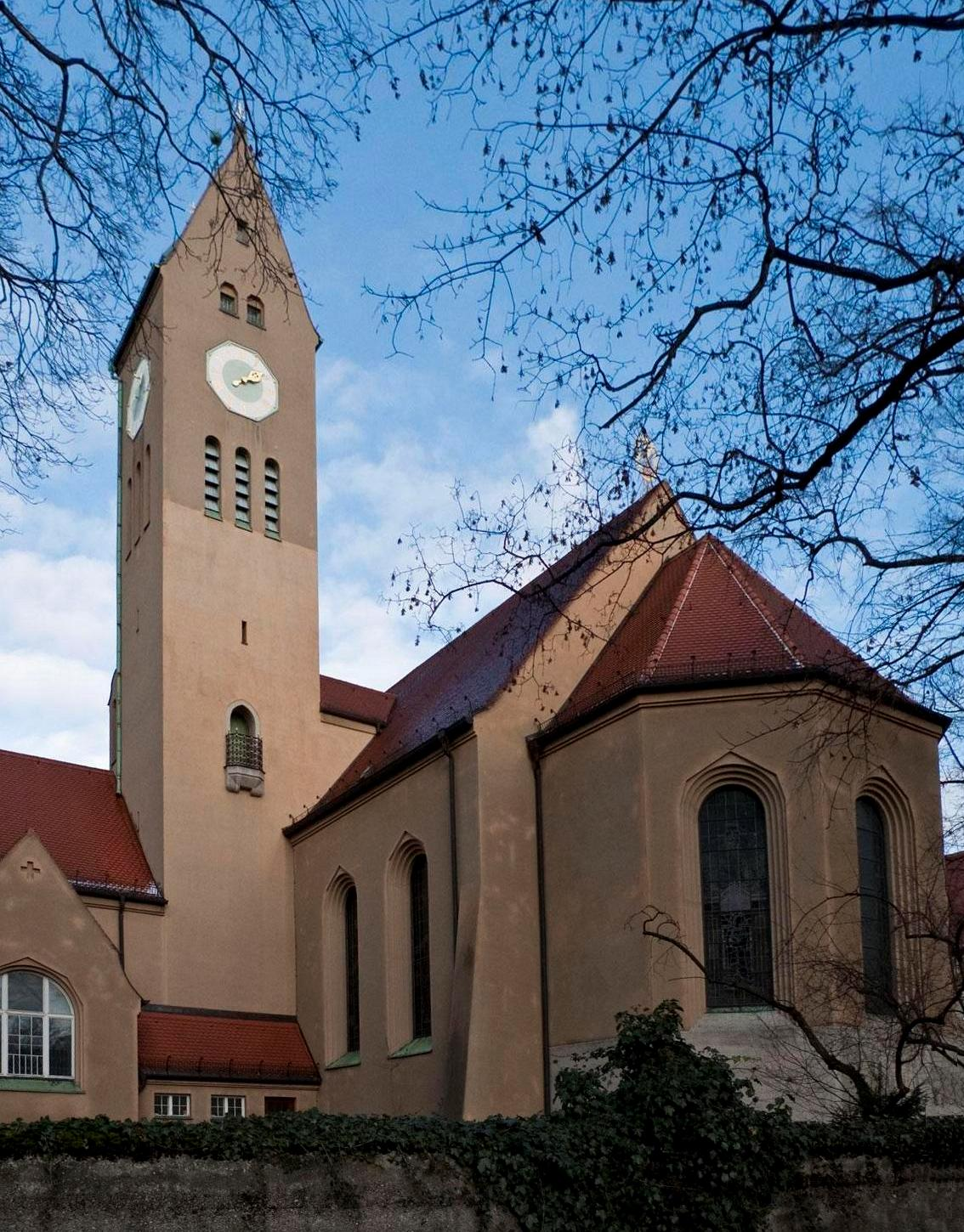
Heilig Kreuz, Ansicht vom Kölner Platz

Die katholische Kirche Heilig Kreuz ist die Anstaltskirche im Schwabinger Krankenhaus in München. Sie befindet sich auf dem Grundstück des Krankenhauses und ist nur durch dieses selbst zu betreten. Der einschiffige Kirchenbau ist 12,50 Meter breit und 10,50 Meter hoch. Er wird von einer braunen Fichtenholzdecke überspannt. Die Seitenvertäfelung ist aus dem gleichen Material. Das Altarkreuz ist aus dem 16. Jahrhundert und stammt wahrscheinlich aus der Nikolaikirche des 1856 aufgegebenen alten Schwabinger Siechenhauses.

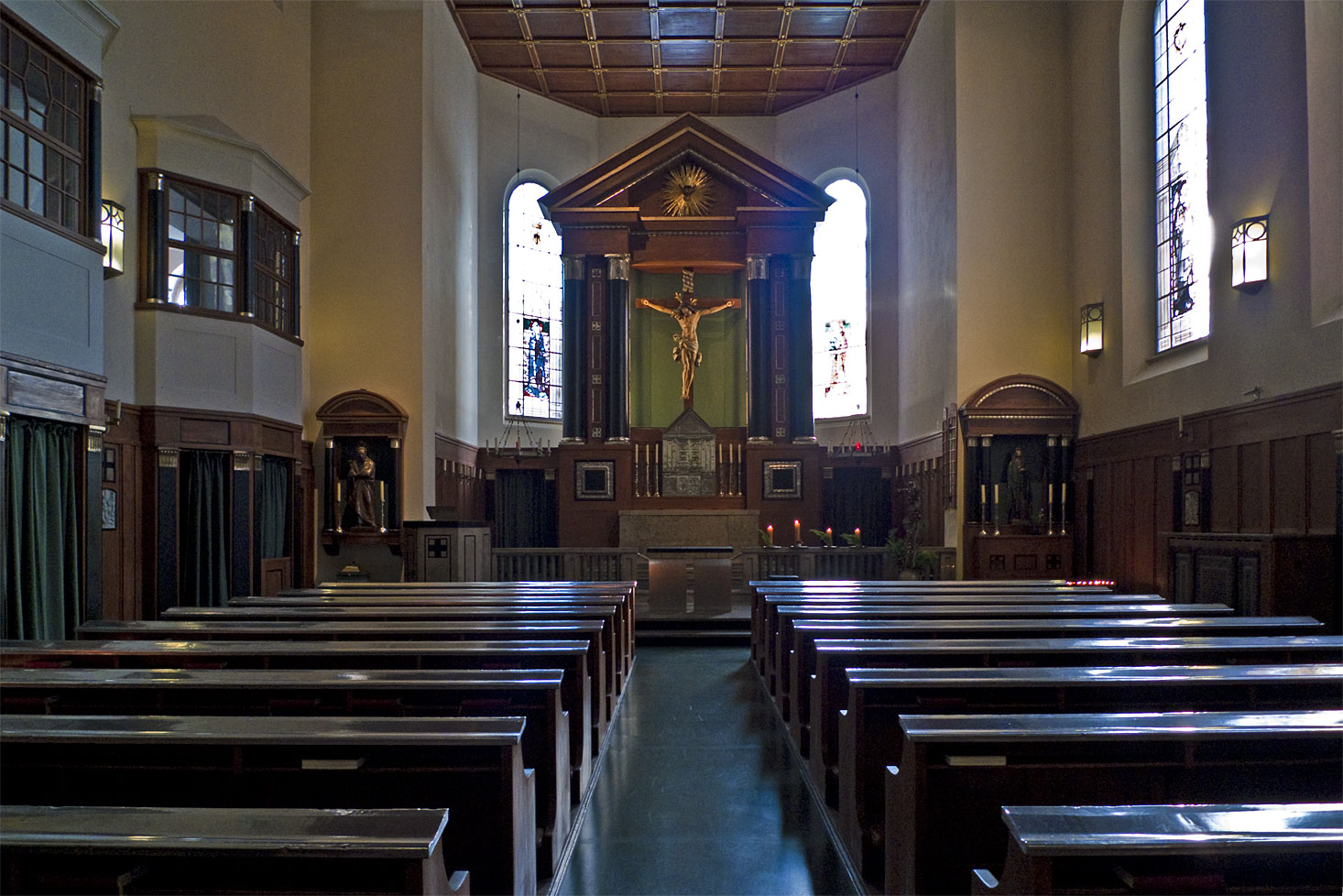
Heilig Kreuz Innenraum

Im Rahmen des Neubaus des Schwabinger Krankenhauses wurde auch die Kirche Heilig Kreuz errichtet und im Jahr 1910 geweiht. Die Kirche gehörte bis 1950 zum Territorium der Pfarrei St. Ursula. Die Barmherzigen Schwestern vom hl. Vinzenz von Paul wurden 1910 mit der Krankenpflege beauftragt. 1965 verließen die Barmherzigen Schwestern aus Nachwuchsmangel das Schwabinger Krankenhaus. Lediglich eine Schwester (Gabina Felber) verblieb im Krankenhaus und widmete sich bis 1993 der Pflege der Kirche. Zwischen 1992 und 1999 wurde die Kirche renoviert.
Der Satteldachturm beherbergt heute ein dreistimmiges Bronzegeläute der Glockengießerei Oberascher aus dem Jahr 1952 mit Schlagtonfolge a1 - h1 - cis2
Die Orgel stammt von Carl Schuster aus dem Jahr 1961.